# (11716) Amahartman
(11716) Amahartman (1998 HY79) – planetoida z pasa głównego asteroid okrążająca Słońce w ciągu 4,28 lat w średniej odległości 2,64 j.a. Odkryta 21 kwietnia 1998 roku.